# Glaresis gordoni
Glaresis gordoni är en skalbaggsart som beskrevs av Robert Warner 1995. Glaresis gordoni ingår i släktet Glaresis och familjen Glaresidae. Inga underarter finns listade i Catalogue of Life.